# Apollontempel bei Bassae

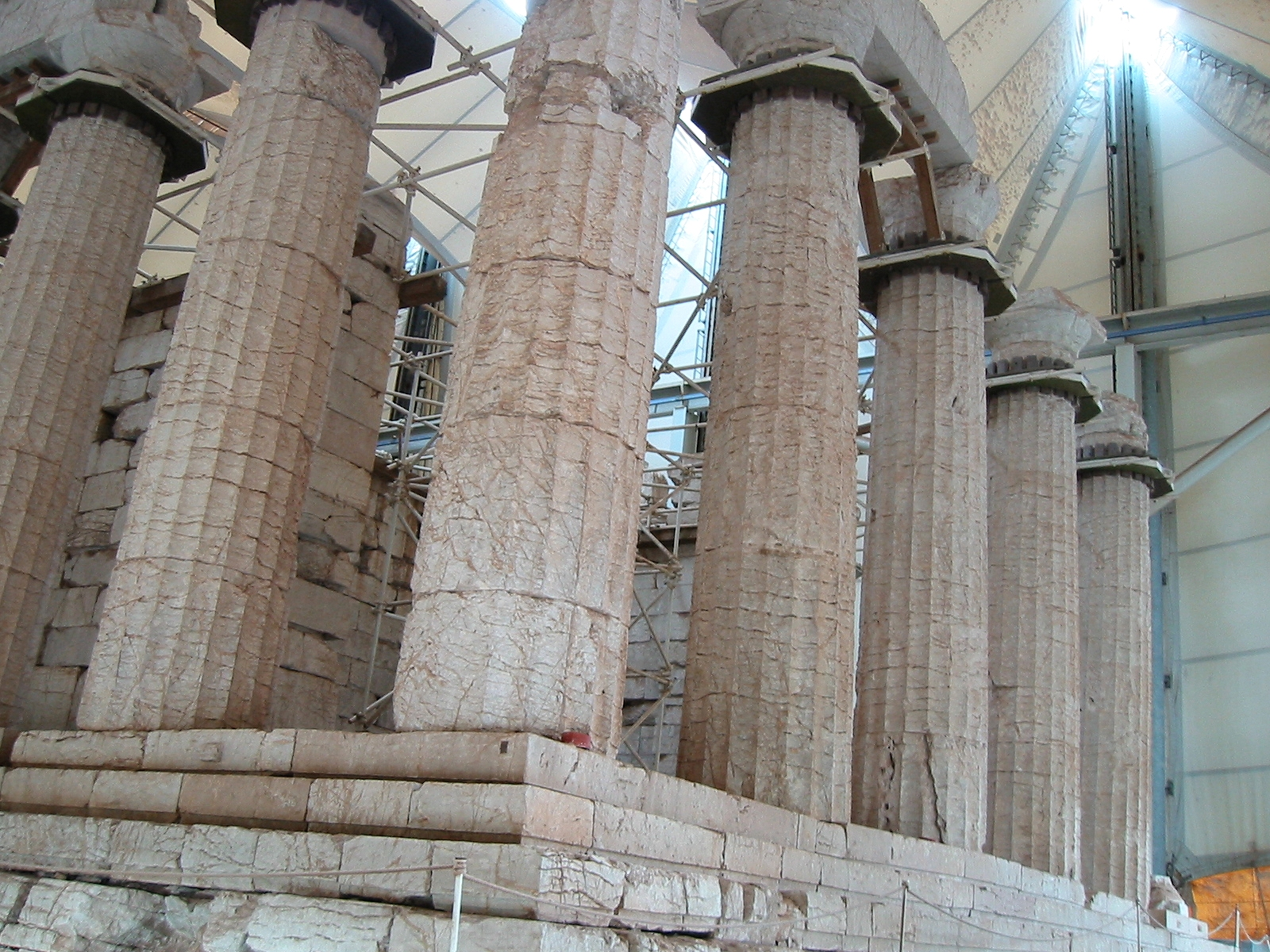
Apollontempel, Nord-West-Ecke

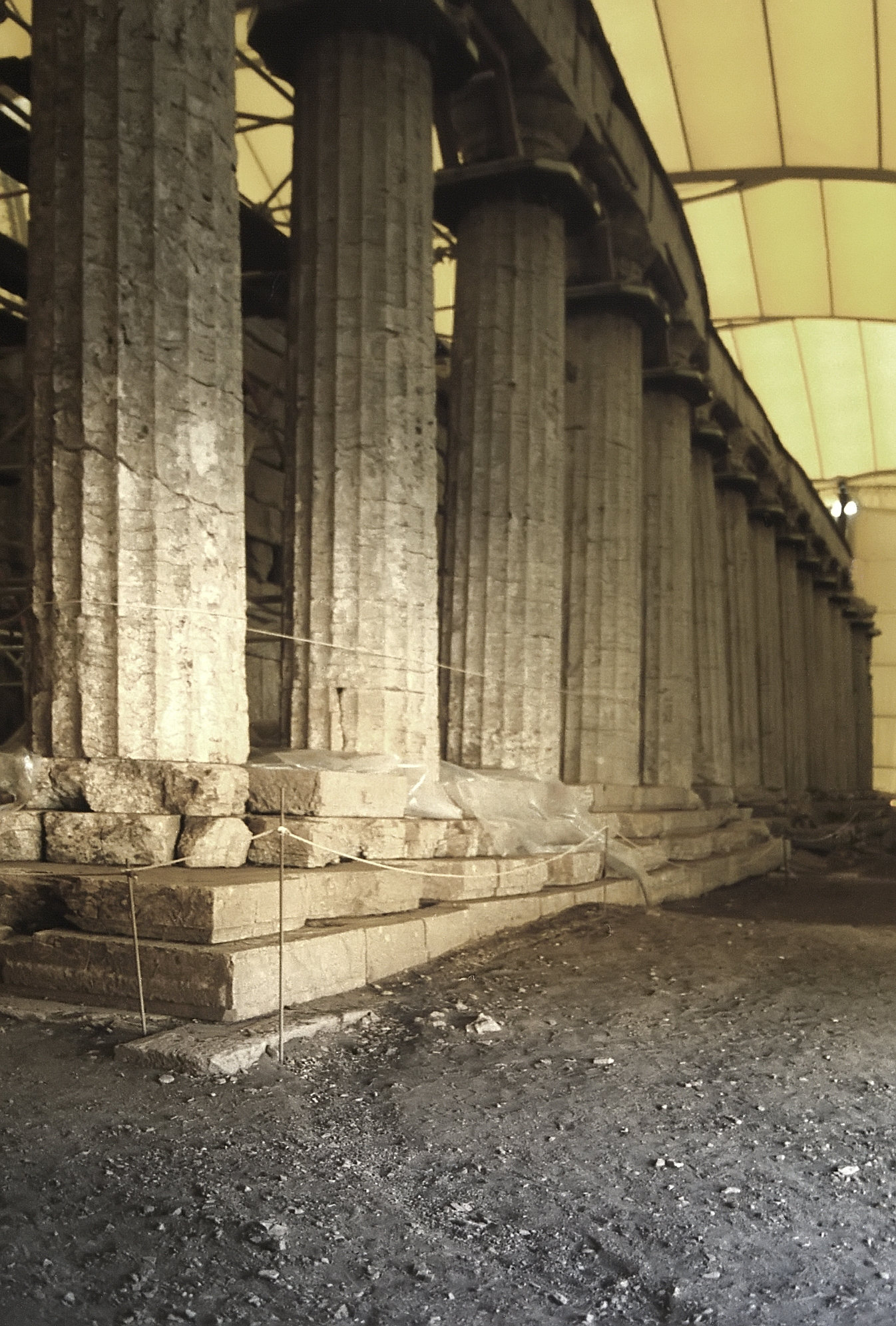
Die östliche Längsseite

Der Apollontempel bei Bassae, wissenschaftlich oft auch Apollontempel von Bassae (altgriechisch Βάσσαι, deutsch ‚Schlucht‘, lateinisch Bassae) liegt in 1150 m Höhe südlich des Gemeindebezirks Andritsena auf der Peloponnes in Griechenland und war dem Heilgott Apollon Epikourios geweiht. Er gilt als einer der bedeutendsten und besterhaltenen Tempel des antiken Griechenland und wurde 1986 als erste griechische Stätte in die Liste des UNESCO-Weltkulturerbes aufgenommen.

## Geschichte
Nach dem Schriftsteller Pausanias wurde der Tempel zwischen 430 und 420 v. Chr. durch die Bewohner des nahe gelegenen Ortes Phigaleia zu Ehren von Apollon Epikourios gebaut, da dieser sie während der Zeit des Peloponnesischen Krieges vor der Pest bewahrt hatte. Apollon habe den Einwohnern eine bis heute unbekannte Heilpflanze gezeigt und daraufhin seien sie von ihrer Krankheit geheilt worden. Aus Dank erbauten sie an der Fundstelle der Pflanze den Tempel des Apollon Epikourios – übersetzt: „der heilende Apoll“.

## Architektur

Grundriss des Apollon-Tempels
1 = Opisthodomos, 2 = Adyton, 3 = Cella, 4 = Pronaos

Der Architekt des Parthenon auf der Akropolis in Athen, Iktinos, bekam (laut der heute umstrittenen Überlieferung bei Pausanias) den Auftrag für den Bau. Er machte Gebrauch von verschiedenen Stilmerkmalen der korinthischen und ionischen Elemente und kombinierte diese mit sechs Meter hohen dorischen Säulen, so dass alle drei griechischen Ordnungen vertreten sind. Die korinthische Ordnung findet sich hier nach bisherigen Erkenntnissen zum ersten Mal.
Nach Pausanias „(…) ist der Tempel und sein Dach aus Stein. Von allen Tempeln auf der Peloponnes dürfte er wegen der Schönheit des Steines und wegen seiner Ausgewogenheit nach dem in Tegea den Vorzug verdienen.“ Ungewöhnlich ist die Ausrichtung des Tempels, dessen Hauptachse nicht wie üblich in Ost-West-Richtung, sondern von Norden nach Süden weist. Daher befindet sich sein Haupteingang nicht an der Ostseite, sondern an der Nordseite. Weiterhin findet sich hinter der umlaufenden Säulenstellung der Cella eine Art „Adyton“, ein zusätzlicher Raum mit einer Türöffnung nach Osten. Über die Gründe der sonderbaren Nord-Süd-Ausrichtung wurde bereits viel spekuliert; eine mögliche Erklärung dafür ist die schwierige Geländestruktur. Die inneren Säulen sind entlang der Längswände mittels Mauerzungen mit den Wände verbunden, bilden also keine gesondert begehbaren Seitenschiffe.
Der Tempel ist relativ gut erhalten: 39 seiner Säulen existieren noch, außerdem große Teile des Mauerwerks. Der Tempel war jedoch bis auf die Säulen und die erste Steinlage, den riesigen Orthostaten, völlig eingestürzt und ist von den ersten Forschern wieder aufgerichtet worden. Anzeichen für ein Dach sind keine gefunden worden.
Entdeckt wurde der Tempel 1765 durch den französischen Architekten Joachim Bocher, der im Dienst Venedigs stand. Die erste Grabung fand 1812 unter Leitung von Otto Magnus von Stackelberg statt. Der von ihm entdeckte Relief-Fries von der Cella-Innenwand befindet sich seit 1814 im Britischen Museum in London. Er zeigt die Amazonomachie Amazonen-Kampf sowie die Kentauromachie (Kentauren-Schlacht). Es handelt sich um den einzigen aus der griechischen Antike erhaltenen Cella-Innenfries. Die genaue Anbringungsreihenfolge der Reliefplatten kann heute nicht mehr nachvollzogen werden. Ungewöhnlich ist, dass die beiden Themen auf ungleich vielen Platten verteilt sind: 12 Platten zeigen die Amazonomachie, 11 die Kentauromachie. Auch die Darstellungsweise der Kentaurenenschlacht ist ungewöhnlich: Im Normalfall zeigt sie entweder die Verletzung des Gastrechts durch die Kentauren bei der Hochzeit des Peirithoos, oder sie findet im Freien statt, dann sind aber immer Frauen anwesend. Im Falle des Bassae-Frieses findet der Kampf jedoch im Freien statt, ohne dass Frauen anwesend sind.
1835 schuf der russische Maler Karl Brullov (1799–1852) ein Aquarell des Tempels, das jetzt im Puschkin-Museum in Moskau hängt.
Seit 1987 schützt eine Zeltkonstruktion den Tempel gegen Wind und Wetter. Diese soll nach Abschluss der aktuellen Restaurierungsarbeiten wieder entfernt werden.

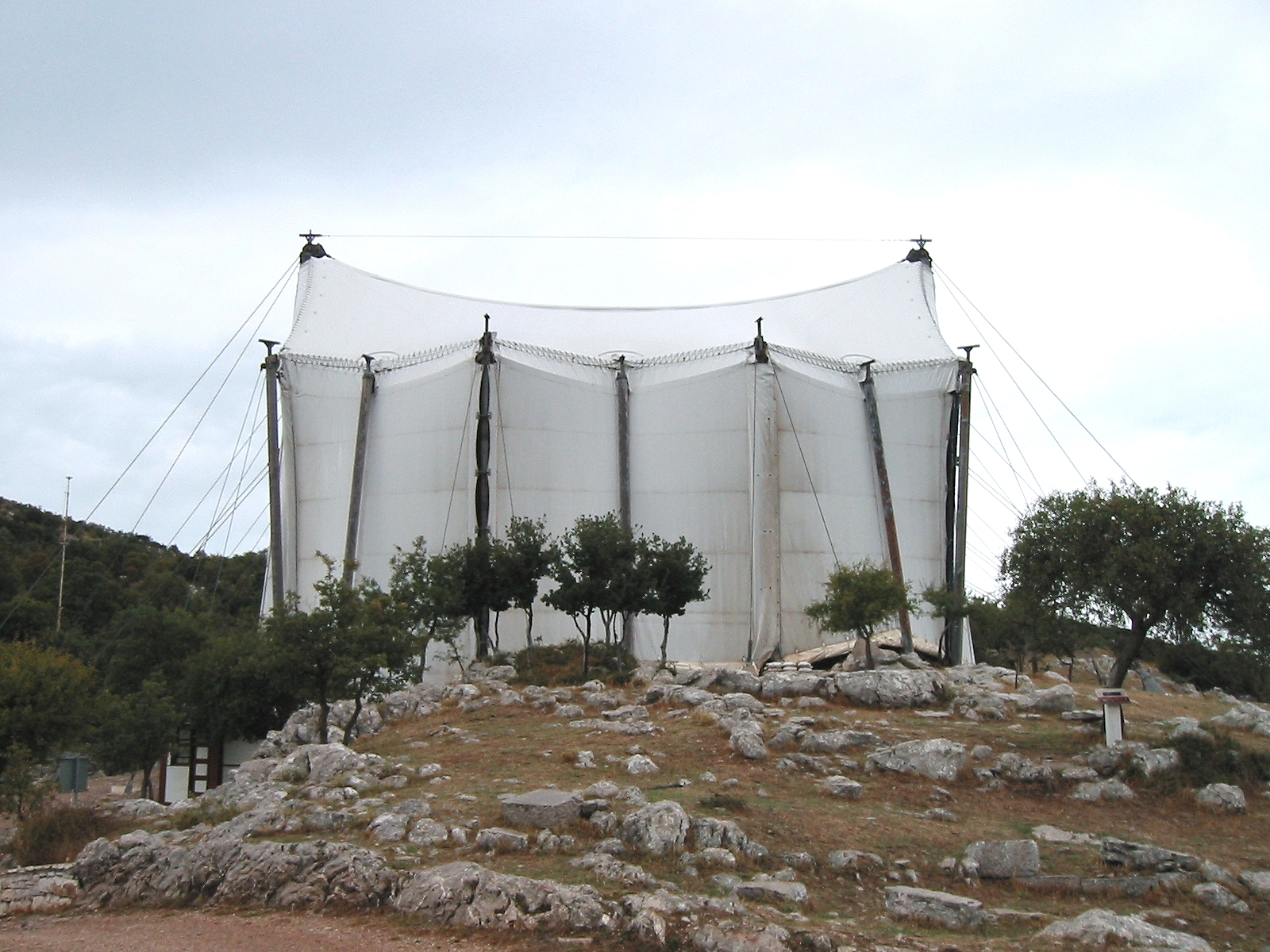
Schutzzelt über dem Apollontempel

## Besonderes
Durch die Entwicklung der griechischen Sprache sorgt der Name des Tempels für einige Sprachverwirrung.
Im Altgriechischen wurde der Tempel im Plural Βάσσαι / Bássai und auf Lateinisch Bassae geschrieben. Das wird im Neugriechischen wie Vássä ausgesprochen und veränderte sich darüber hinaus in der Endung zu Βάσσες (ausgesprochen Vásses).
Alle kursiv gedruckten Varianten kommen vor.